# Bernard Offen
Bernard Offen (* 17. April 1929 in Krakau (Polen)) ist ein polnisch-amerikanischer Überlebender des Holocaust und Filmproduzent.

## Leben
Bernard Offen wurde in Krakau-Podgorze geboren, welches später zum Ghetto wurde. Er überlebte fünf Konzentrationslager: Plaszow, Julag, Mauthausen, Auschwitz-Birkenau und Außenlager Kaufering IV – Hurlach des KZ Dachau. In seiner Familie wurden mehr als 50 Personen ermordet, neben Offen überlebten nur seine beiden Brüder, die er nach dem Krieg in Italien wiederfand.
Nach einem Aufenthalt dort und fünf Jahren in Großbritannien emigrierten die Brüder 1951 gemeinsam in die Vereinigten Staaten, wo Offen in Kalifornien lebte. Als Soldat der US Army nahm er für anderthalb Jahre am Koreakrieg teil.
Offen kehrte ab Beginn der 1990er-Jahre wiederholt nach Polen zurück, um sich mit seiner eigenen Vergangenheit auseinanderzusetzen. Er produzierte vier autobiographische Filme, die der Österreichische Gedenkdienst in der Vergangenheit oft Schulklassen vorgeführt hat. Ziel seiner Arbeit sind die Erinnerung und Aufarbeitung der Zeit des Nationalsozialismus und des Völkermordes an den Juden, wozu Offen Medien, Vorträge und Führungen an den historischen Schauplätzen des Holocaust nutzt.
Im Januar 1996 trafen sich der österreichische Violinist Herwig Strobl und Bernard Offen zufällig vor der 1995 restaurierten Izaaka, der Isaak-Synagoge in Krakau, deren Akustik sich durch sieben Sekunden Nachhall auszeichnet. Strobl übte Solo-Improvisationen zu Melodien von Mordechaj Gebirtig, die der dann gemeinsam mit Bernard Offen in der Izaaka aufnahm. Die CD Music in the Izaak Synagogue Cracow entstand in Linz mit Unterstützung der oö. Landesregierung.

## Filme
- The Work (1983)
- My Hometown Concentration Camp (1997)
- Process B-7815 (1999)
- Hawaii and the Holocaust (2004)